# Meljac
 Meljac  (también así en occitano) es una población y comuna francesa, situada en la región de Mediodía-Pirineos, departamento de Aveyron, en el distrito de Rodez y cantón de Naucelle.

## Demografía
| 328 | 281 | 250 | 233 | 217 | 155 |
| Para los censos de 1962 a 1999 la población legal corresponde a la población sin duplicidades (Fuente: INSEE [Consultar]) |     |     |     |     |     |